# Fojnica (Bosnie centrale)
Pour les articles homonymes, voir Fojnica.
Fojnica (en cyrillique : Фојница) est une ville et une municipalité de Bosnie-Herzégovine située dans le canton de Bosnie centrale et dans la fédération de Bosnie-et-Herzégovine. Selon les premiers résultats du recensement bosnien de 2013, la ville intra muros compte 3 874 habitants et la municipalité 13 047.

## Géographie
Fojnica est située au centre de la Bosnie-Herzégovine, à environ 50 km au nord-ouest de Sarajevo, sur les bords de la Fojnička rijeka, un affluent de la Bosna. La Municipalité de Bosnie-Herzégovine|municipalité s'étend dans une région montagneuse, avec des altitudes supérieures à 2 100 mètres, à environ 50 km au nord-ouest de Sarajevo. Les localités sont principalement situées dans les vallées des rivières Fojnička et Željeznica.

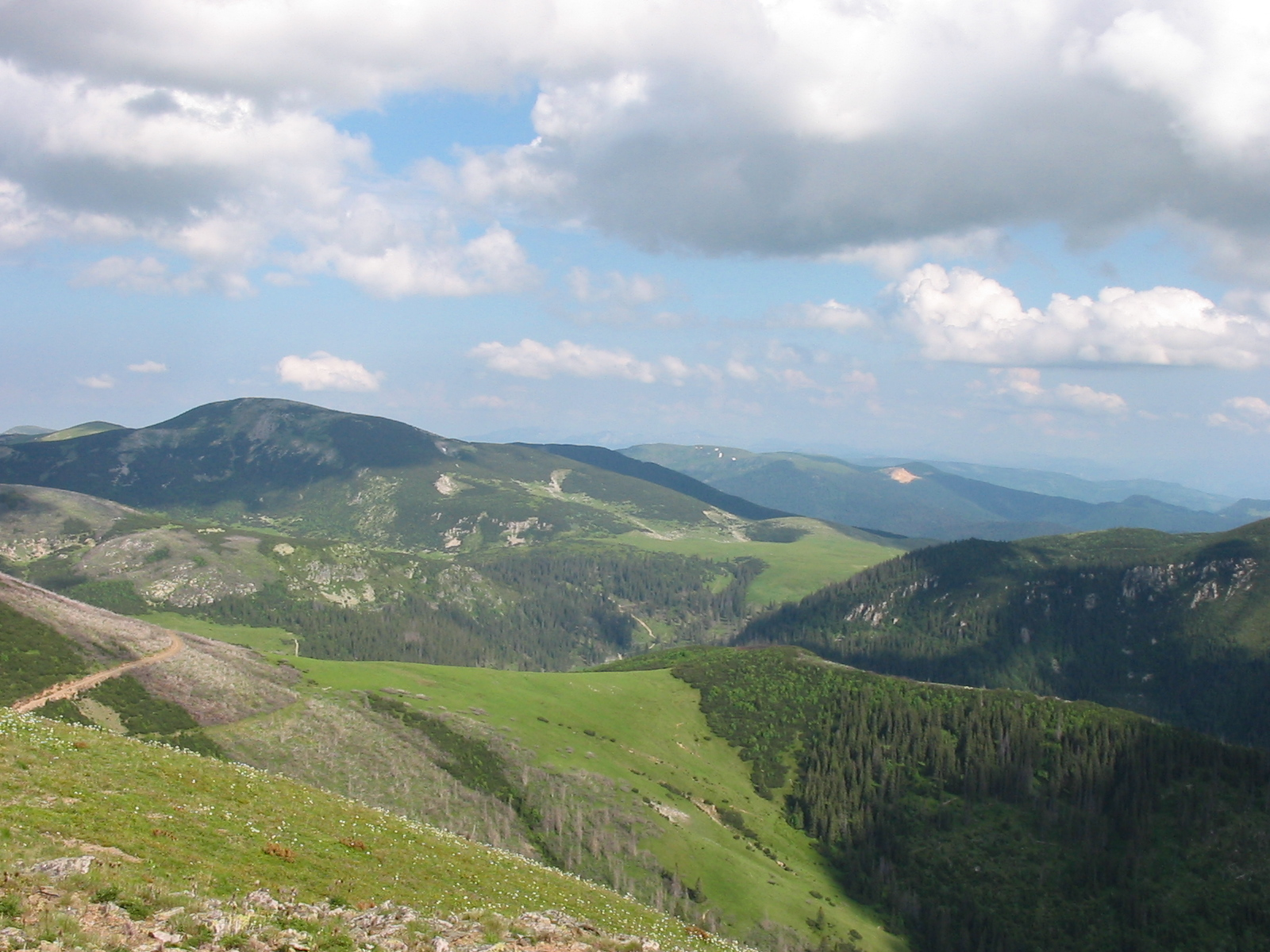
Le mont Vranica

La municipalité de Fojnica est entourée par celles de Vitez et Busovača au nord, Kiseljak l'est, Kreševo au sud-est, Konjic au sud-ouest, Gornji Vakuf à l'ouest et Novi Travnik au nord-ouest.

## Histoire
Fojnica est mentionnée pour la première fois en 1365, avec l'arrivée de mineurs allemands ou en provenance de Dubrovnik.

## Localités

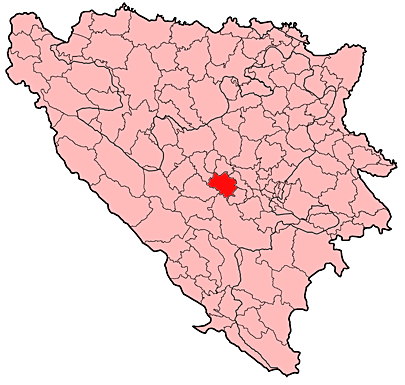
Localisation de la municipalité de Fojnica en Bosnie-Herzégovine

La municipalité de Fojnica compte 55 localités :
| - Bakovići - Bakovićka Citonja - Banja - Bistrica - Botun - Božići - Carev Do - Čemernica - Djedov Do - Dragačići - Dusina | - Fojnica - Gojevići - Grabovik - Gradina - Klisura - Kozica - Kujušići - Lopar - Lučice - Lužine - Majdan | - Marinići - Merdžanići - Mujakovići - Nadbare - Obojak - Oglavak - Ormanov Potok - Ostruška Citonja - Otigošće - Paljike - Pločari | - Pločari Polje - Podcitonja - Podgora - Polje Ostružnica - Polje Šćitovo - Ponjušina - Poraće - Ragale - Rajetići - Rizvići - Selakovići | - Selište - Sitišće - Smajlovići - Šavnik - Tješilo - Tovarište - Turkovići - Vladići - Voljevac - Vukeljići - Živčići |

## Démographie

### Villeintra muros

#### Évolution historique de la population dans la villeintra muros
| 1948 | 1953 | 1961  | 1971  | 1981  | 1991  | 2013  |
| ---- | ---- | ----- | ----- | ----- | ----- | ----- |
| -    | -    | 1 549 | 2 254 | 3 411 | 4 225 | 3 874 |

|  |

### Municipalité

#### Évolution historique de la population dans la municipalité
| 1961   | 1971   | 1981   | 1991   | 2013   |
| ------ | ------ | ------ | ------ | ------ |
| 10 035 | 12 829 | 15 045 | 16 296 | 13 047 |

#### Répartition de la population par nationalités dans la municipalité (1991)
En 1991, sur un total de 16 296 habitants, la population se répartissait de la manière suivante :

## Politique
À la suite des élections locales de 2012, les 21 sièges de l'assemblée municipale se répartissaient de la manière suivante :
| Parti                                                               | Sièges |
| ------------------------------------------------------------------- | ------ |
| Parti d'action démocratique (SDA)                                   | 8      |
| Union démocratique croate de Bosnie-Herzégovine (HDZ BiH)           | 5      |
| Parti social-démocrate (SDP)                                        | 4      |
| Alliance pour un meilleur avenir de la Bosnie-Herzégovine (SBB BiH) | 1      |
| Parti pour la Bosnie-Herzégovine (SBiH)                             | 1      |
| Coalition croate (HSS BiH-HSP BiH)                                  | 1      |
| Union démocratique croate 1990 (HDZ 1990)                           | 1      |

Salkan Merdžanić, membre du Parti d'action démocratique (SDA), a été réélu maire de la municipalité.

## Tourisme
Fojnica est une station thermale réputée.
Au-dessus de la ville se trouve un couvent franciscain, qui abrite un important musée, une bibliothèque et une galerie de peintures ; l'église, dédiée au Saint-Esprit, la bibliothèque et le musée sont inscrits sur la liste des monuments nationaux de Bosnie-Herzégovine,.

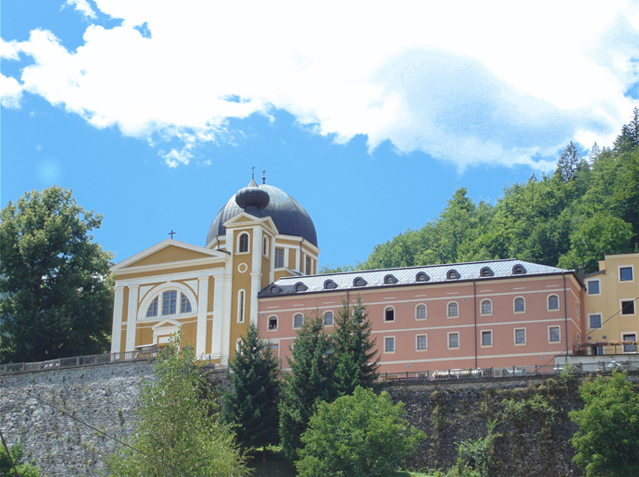
Le couvent franciscain de Fojnica

## Personnalités
- Šejh Abdurrahman Sirrija
- Enver Imamović
- Zija Dizdarević
- Hadži hafiz Ramiz ef. Pašić
- Raif Dizdarević

### Informations
- (bs) Site officiel
- (en) Vue satellite de Fojnica sur fallingrain.com